# Santuário da Vida Selvagem Kinabatangan
O Santuário da Vida Selvagem Kinabatangan é uma reserva natural localizada em Sabah, Malásia, as margens do rio Kinabatangan. Possui 27.000 hectares de área total.